# إسحق أباد (كاشان)
إسحق‌ أباد هي قرية في مقاطعة كاشان، إيران. عدد سكان هذه القرية هو 303 في سنة 2006.